# Ампиньи
Ампиньи́ (фр. Hampigny) — коммуна во Франции, находится в регионе Шампань — Арденны. Департамент — Об. Входит в состав кантона Бриен-ле-Шато. Округ коммуны — Бар-сюр-Об.
Код INSEE коммуны — 10171.
Коммуна расположена приблизительно в 175 км к востоку от Парижа, в 60 км южнее Шалон-ан-Шампани, в 45 км к северо-востоку от Труа. Стоит на реке Вуар.

## Население
Население коммуны на 2008 год составляло 259 человек.
| 1962 | 1968 | 1975 | 1982 | 1990 | 1999 | 2008 |
| ---- | ---- | ---- | ---- | ---- | ---- | ---- |
| 322  | 322  | 280  | 288  | 263  | 241  | 259  |

## Экономика
В 2007 году среди 142 человек в трудоспособном возрасте (15—64 лет) 93 были экономически активными, 49 — неактивными (показатель активности — 65,5 %, в 1999 году было 64,2 %). Из 93 активных работали 82 человека (52 мужчины и 30 женщин), безработных было 11 (3 мужчины и 8 женщин). Среди 49 неактивных 8 человек были учениками или студентами, 14 — пенсионерами, 27 были неактивными по другим причинам.

## Достопримечательности
- Церковь Сен-Никола[фр.] (XII век). Памятник истории с 1995 года[3]

## Фотогалерея

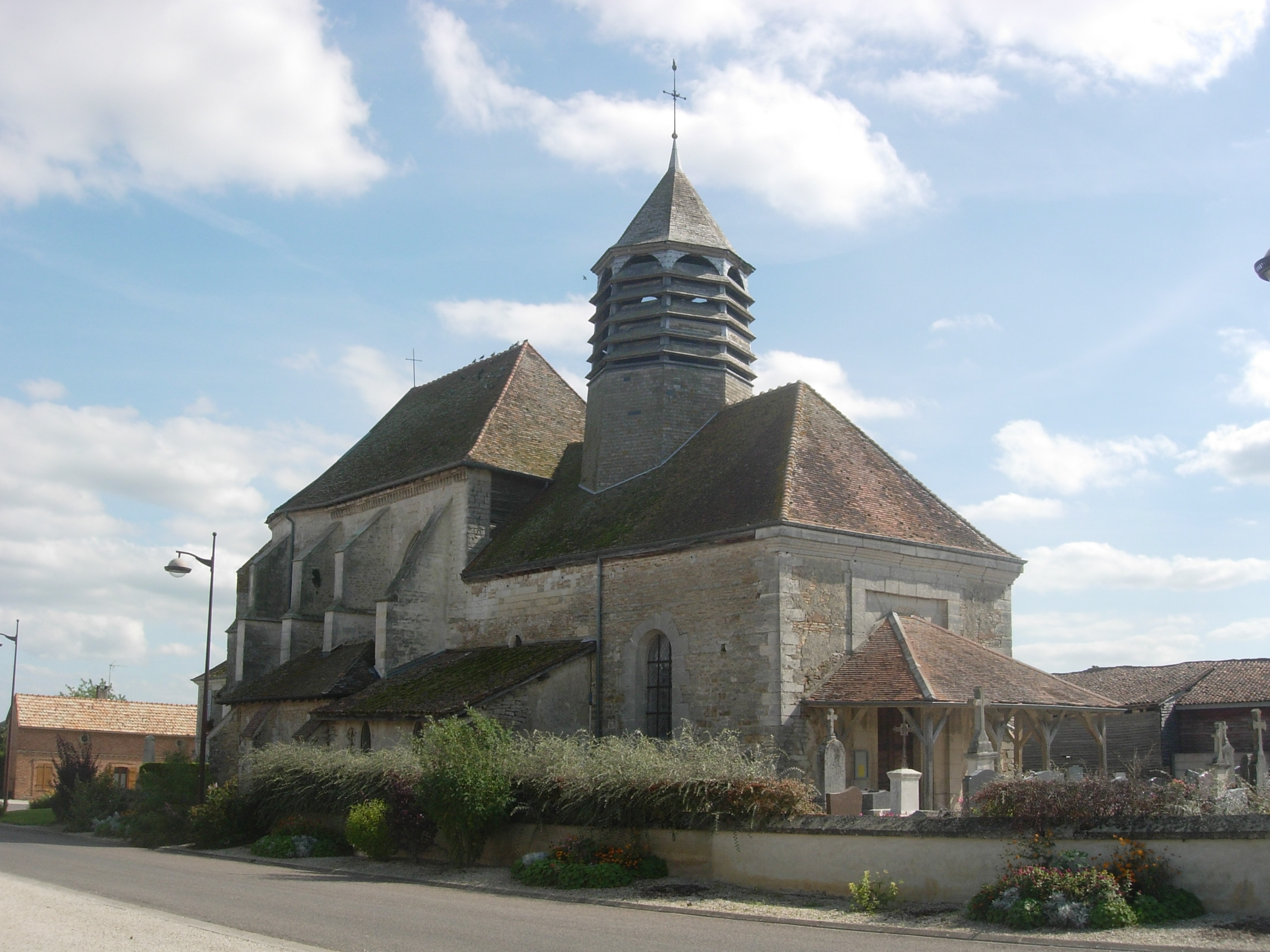
Церковь Сен-Никола
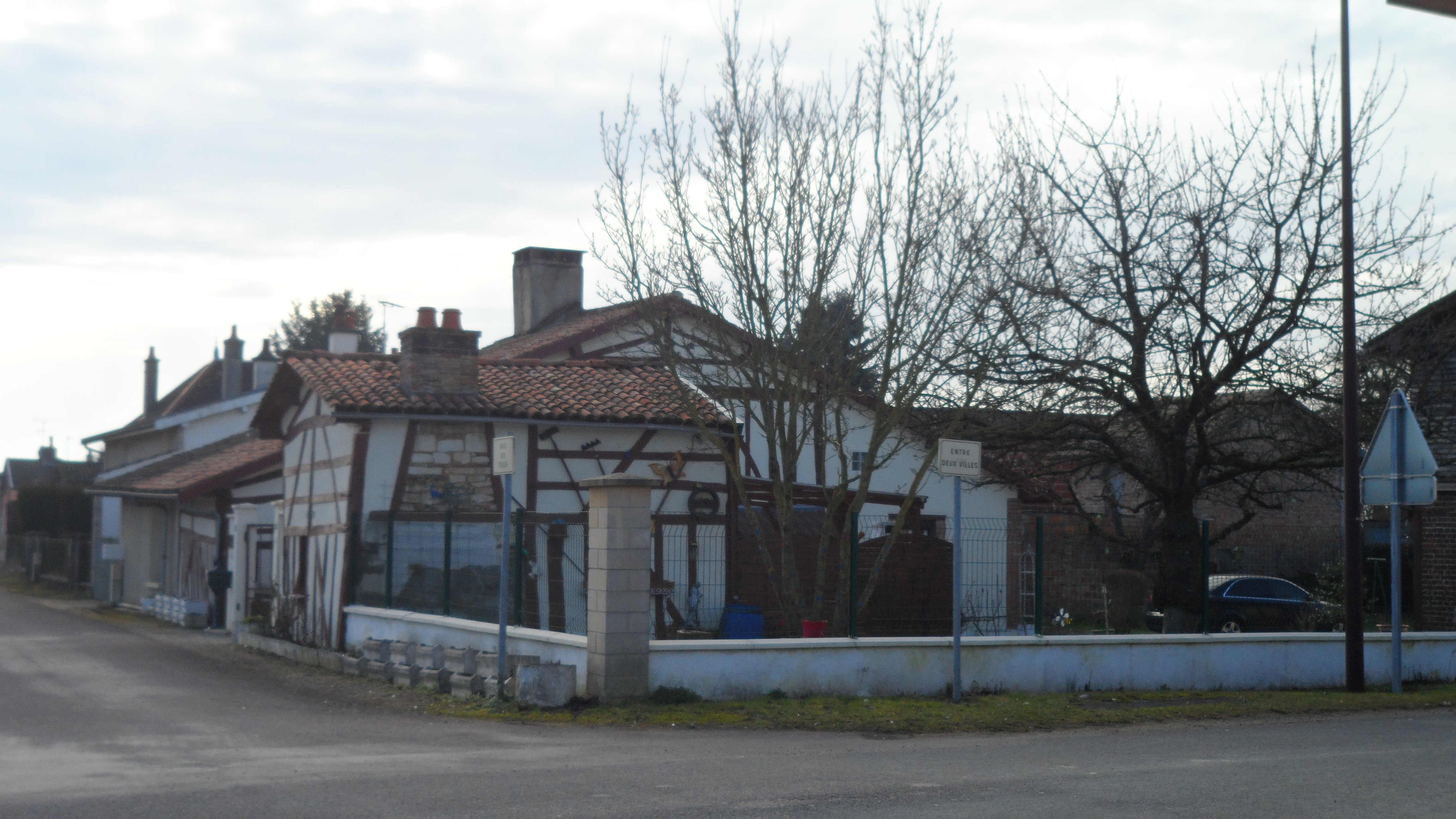
Ампиньи
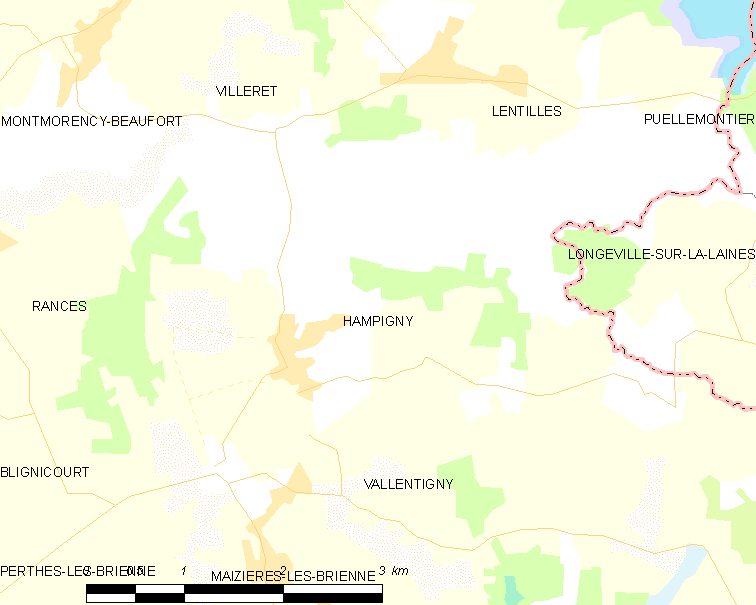
Карта коммуны